# Leon Tuhan-Baranowski
Leon Tuhan-Baranowski (ur. 22 czerwca 1907 w Petersburgu, zm. 27 kwietnia 1954 we Frankfurcie nad Menem) – polski szachista, problemista, dziennikarz i pisarz.

## Życiorys
W 1924 w Deutsche Zeitung debiutował jako kompozytor szachowy. Ułożył ponad 300 zadań (głównie dwuchodówek). Redagował działy szachowe w wielu gazetach m.in. w warszawskich pismach Dzień Polski, Strzelec oraz w krakowskim Czasie. Współpracował również z czasopismami zagranicznymi m.in. z Kagans Neueste Schachnachrichten. W 1934 brał udział reprezentacji Warszawy w Drużynowych mistrzostwach Polski w szachach w Katowicach.
Po II wojnie światowej przebywał na emigracji, publikując pod pseudonimem Wormatius. Zginął w wypadku samochodowym.

## Publikacje
- Elementarna strategia gry szachowej (Warszawa 1932)
- Szach królowi. Reportaż z partii szachów (Warszawa 1939)